# Бабаева, Надежда Акимовна

 Надежда Акимовна Бабаева  (22 сентября 1925, Белград, Югославия — 20 сентября 1991, Омск, Россия) — омская художница-«шестидесятник», скульптор.

## Биография
В 1948 году окончила Школу прикладных искусств, класс декоративной скульптуры Радека Станкевича.
В 1948-50 годах училась в Академии изобразительных искусств у скульптора Долинара Алойза в Белграде.
С 1950 по 1954 год училась в Высшем институте изобразительных искусств им. Н. Павловича в Софии, мастерская скульптора Любомира Долчева.
С 1955 года жила и работала в Омске.
С 1967 года член Союза художников СССР.
Умерла в 1991 году. Похоронена на Старо-Восточном кладбище Омска.

## Творчество
Мастер станковых и монументальных форм.
Весь период творчества разрабатывала тему Материнства. Творческая судьба сложилась не однозначно, работала много, но так и не вышла в городское пространство.
Произведения находятся в музеях Омска: Музей имени М. А. Врубеля, и ГМИО, где хранится архив скульптора.

## Основные работы
- Медсестра Рита. 1963. Гипс, литьё.
- Портрет девушки. 1963. Гипс, литьё, тонировка.50х22х30. Музей имени М. А. Врубеля
- Портрет врача. 1964. Голова. Гипс тонированный. В. 49. Музей имени М. А. Врубеля
- Сидящая. 1969. Гипс, литьё, тонировка.
- Портрет работницы Охапкиной. 1969. Гипс, литьё, тонировка.
- Мальчик. 1969-80-е. Гипс / бетон, литьё.
- Материнство. 1970. Гипс, литьё.
- Портрет философа. 1974. Голова. Шамот. В. 41. Музей имени М. А. Врубеля
- Портрет заслуженного моторостроителя В. М. Садчикова. 1979. Бронза, литьё. 38х29х23. Музей имени М. А. Врубеля.

## Произведения в городском пространстве
- Памятник Герою Советского Союза П. И. Ильичеву. 1976 г. Двор Средней школы № 86 г. Омска. (Установлен в мае 1976 года).
- Памятник С. М. Кирову в Кировском округе Омска. Архитектор Г. Е. Чиркин. (1986—1987)

## Выставки
- 1962 — Групповая выставка художников Бабаевой Н., Белова С., Брюханова Н., Штабнова Г.. Дом художника. Омск.
- 1967 — II зональная выставка «Сибирь социалистическая», посвященная 50-летию Советской власти. Омск.
- 1969 — III зональная выставка «Сибирь социалистическая». Красноярск.
- 1980 — V зональная выставка «Сибирь социалистическая». Барнаул.
- 1982/83 — Областная выставка «Омская земля». Дом художника. Омск.
- 1975 — Выставка «Современная советская графика и скульптура». ООМИИ. Омск.
- 1984/85 — Областная выставка «Омская земля». Москва, Ленинград .
- 1985 — Выставка «Время вперед!» (Из мастерской художника). ООМИИ. Омск.
- 1999/2001 — Выставка «Искусство XX века». ООМИИ им. М. А. Врубеля. Омск.
- 2002 — Выставка «Омский Союз художников в контрастах эпохи». К 70-летию образования Омской организации СХ России. ООМИИ им. М. А. Врубеля. Омск.
- 2006 — Выставка «Художник в поисках идеала. Омск, 1960-е годы — начало XXI века». ГМИО. Омск.
- 2007 — Выставка «Легенды Омска в скульптурных образах». ООМИИ им. М. А. Врубеля. Омск.